# Le Bateau-Sabre
Le Bateau-Sabre est le trente-troisième tome de la série de bande dessinée Thorgal, dont le scénario a été écrit par Yves Sente et les dessins réalisés par Grzegorz Rosiński.

## Synopsis
Après que sa mère a regagné Asgard, Manthor montre à ses cinq élus la destinée qu'ils doivent combattre. Pendant ce temps, Thorgal, toujours à la recherche de son fils Aniel, va croiser la route de curieux marchands pour lesquels il acceptera de remplir une mission très particulière à bord du Bateau-Sabre.

## Publication
- Le Lombard, novembre 2011,  (ISBN 978-2-8036-2995-4)